# Ukraiński Instytut Naukowy w Berlinie
Ukraiński Instytut Naukowy w Berlinie (ukr. Український науковий інститут у Берліні) – instytucja naukowo-badawcza, działająca w Berlinie w latach 1926–1940.
Utworzony został z inicjatywy hetmana Pawła Skoropadskiego. Jego zadaniem była działalność badawcza w dziedzinie historii i stosunków Ukrainy z krajami zachodniej Europy, oraz pomoc materialna ukraińskim studentom i młodym uczonym studiującym w Berlinie.
Pierwszym dyrektorem Instytutu był profesor Dmytro Doroszenko, a kuratorem gen. Wilhelm Groener. Instytut otrzymywał subwencję od rządu niemieckiego.

## Literatura
- Bogdan Gancarz: My, szlachta ukraińska. Zarys życia i działalności Wacława Lipińskiego 1882-1914, Kraków 2006, ISBN 83-89243-24-5.